# Черногорско-турецкая война (1852—1853)
Черногорско-турецкая война 1852—1853 — конфликт между княжеством Черногория и Османской империей, вызванный помощью Черногории герцеговинским повстанцам.

## Геополитический контекст
Османская империя начала войну против Черногории, чтобы наказать черногорцев за помощь герцеговинцам в борьбе против турок. После отказа Черногории сдаться турки 23 ноября 1852 года напали на Цетине с 25 000 войском в попытке уничтожить черногорскую армию, насчитывавшую около 9 000 военнослужащих, но отступили после вмешательства европейских держав — России и Австрии, которые посреднически прекратили боевые действия в феврале 1853 года.

## Соотношение сил
Турецкая армия численностью 33 400 солдат и офицеров атаковала Черногорию четырьмя колоннами. Первый отряд численностью 17 400 солдат под непосредственным командованием Омер-паши Латаса и скадарского визиря Осман-паши двинулся из Спужа в Мартиничи и Острог. Второй отряд численностью 7 000 солдат под командованием Селим-бея Барского и Мустафы-паши двинулся из Бара в Црмницу. Третий отряд под командованием Исмаила-паши численностью в 5 000 солдат и офицеров имел задачу взять у Никшича проникнуть в Острошкинское ущелье и как можно скорее установить связь с основными силами турецкой армии. Четвертый отряд численностью 4 000 солдат и офицеров под командованием дивизионного генерала Дервиша-паши двинулся в сторону Грахово с целью попытаться прорваться к Трешнево и далее в сторону центра Черногории после взятия Грахово. Омер-паша командовал операциями из Подгорицы. Одним из участников войны против Черногории был Желадин-паша Зоголь, потомок династии Црноевичей.
Силы Черногории в обороне состояли из боевых частей четырех черногорских нахий численностью около 10 000 бойцов. Основные силы под непосредственным командованием князя Данило были сосредоточены в направлении Спужа и Подгорицы. На участках в направлении Црмницы на боковой дороге силами командовал Джорджие Петрович. А на участке в сторону Никшича с небольшим отрядом черногорцев направился князь Мирко Петрович, а в направлении Грахово остались только силы князя Якова Даковича, опирающиеся на помощь, которую самоотверженно оказывали более мелкие отряды из Куки.
Вспомогательные черногорские силы численностью около 10 000 солдат состояли из соединений племен Белопавличи, Пипери, Кучи, Роваца и Морачи и имели задачу действовать в составе отрядов на второстепенных маршрутах, а частично и как части, вводимые в тыл противника.

## Боевые действия
Операции начались 29 декабря 1852 года. (по юлианскому календарю — 9 января 1853 года). году с одновременным наступлением турецких войск на Црмницу, Грахово, Брду и Морачу. В первый день войны ожесточенные бои шли у Жупы-Никшички, где находился князь Мирко Петрович с отрядом численностью около 150 бойцов, состоявшим в основном из катунских нахий и жупы. Ожесточенные бои велись и в Црмнице, где противником турецких частей вначале было всего несколько сотен жителей Црмницы. Они оказали отчаянное сопротивление. В стычках принимали участие даже женщины и дети. Вскоре прибыли подкрепления из Катунской и Риекинской нахий, и эта часть фронта стабилизировалась, и турки были вынуждены перейти от атаки к обороне.

### Борьба под Мартиничами
Ожесточенные бои шли и в Мартиничах. Здесь также были остановлены турецкие войска, а на участке в направлении Грахово турецкое численное и материальное превосходство проявилось в полной мере. Командующий обороной Грахова Яков Дакович был взят в плен и убит. Такое развитие событий произошло потому, что Дакович не последовал инструкциям князя Данило об упругой обороне, а остался со своими войсками на фиксированной позиции.
Наиболее значительные военные операции проводились на линии Подгорица — Спуж — Острошки Кланац — Никшич, где, по замыслу турецкого главнокомандующего, после слияния должен был контролироваться левый берег Зеты двумя турецкими отрядами. Это направление должно было послужить оперативной базой для проведения главного удара на стратегическом направлении Подгорица — Кокоти — Чарев Лаз — Риека Црноевича.
Пока в долине Зеты, особенно на Височице, 16 января 1853 года шли ожесточенные бои, до этого времени силы Исмаила-паши из Никшича двинулись одной частью к Планинице, а другой — к монастырю Зуп. Там они столкнулись с повстанцами графства и герцогом Мирко Петровичем. Войска, двигавшиеся к Повии, были остановлены, а князь Мирко Петрович-Негош после ожесточенной стычки у Жупского монастыря, который туркам удалось поджечь, отступил со своей дивизией в ущелье Острошка. Наконец, войскам Исмаила-паши удалось нейтрализовать сопротивление черногорцев на линии Кунак-Повия-Острог, захватить Нижний монастырь и заставить князя Мирко обороняться в крепости в Верхнем монастыре.
Тем временем турецкие войска, наступавшие со стороны Спуза, установили связь с силами Исмаила-паши.

### Оборона монастыря Острог
Заняв весь левый берег Зеты, турки отрезали северные черногорские племена от основных сил. При этом положение защитников Острога (52 черногорца под командованием князя Мирко Петровича) стало почти безнадежным. Отважное поведение защитников войдет в легенды как пример величайших сражений в этой войне.
Пока турки сжигали деревни в долине Зеты и пытались постоянными бомбардировками и штурмами сломить сопротивление защитников монастыря Острог, основные силы Черногории собрались в Церово, на правом берегу Зеты. Правое крыло поддерживали черногорские войска, удерживавшие позиции на наиболее уязвимом участке фронта, на линии Загреда — Загарач — Саджавац — Кокоти. Двум пленным из Манастира удалось ночью пробраться сквозь расположение турецких войск и сообщить об этом князю Данило в Церово. Князь выделил с южной стороны Острошского монастыря и скалы отряд из 300 отборных воинов под командованием Пера Томова Петровича, который в ночь на 20 января незаметно подошел к турецким позициям и совершил внезапную атаку на турецкий боевой порядок, нанеся им большие потери (около 150 убитых турок и десять черногорцев).
После сражения под Острогом на всем поле боя наступило затишье. Омер-паша не решался начать генеральную атаку на основные силы Черногории и проникнуть вглубь свободной черногорской территории.

## Итоги войны
Черногория вышла из войны материально истощённой, но укреплённой морально.
Поддерживавшая Черногорию Российская империя с марта 1853 года оказалась втянута в Крымскую войну, закончившуюся в 1856 году мирными переговорами в Париже. Князь Данило ожидал, что Парижский мир благоприятно разрешит отношения Черногории с Турцией. Однако европейская дипломатия разочаровала и озлобила князя Данило и черногорцев. Непосредственным взаимодействием с Веной и Парижем князю Данило удалось привлечь внимание европейской дипломатии к Черногории и представить её как проблему в клубке восточной политики.
Вернувшись из турне по Европе, князь Данило с новой силой укрепляет оборону в стране и разжигает запалы национально-освободительного восстания в соседних регионах, особенно в Герцеговине. Повстанческие силы на северо-западе Черногории и Герцеговины, которые не сложили оружие со времён битв с Омер-пашой в 1852 году, теперь с его одобрения получают в стране общественную поддержку.
После победы над турецкой армией в битве при Граховаце в 1858 году Черногория окончательно подтвердила свою независимость и установила границы с Османской империей.